# Голашин (Любуське воєводство)
Голашин (пол. Gołaszyn, нім. Lindau) — село в Польщі, у гміні Нове Мястечко Новосольського повіту Любуського воєводства.
Населення — 401 особа (2011).
У 1975-1998 роках село належало до Зеленогурського воєводства.

## Демографія
Демографічна структура станом на 31 березня 2011 року:
|          | Загалом | Допрацездатний вік | Працездатний вік | Постпрацездатний вік |
| -------- | ------- | ------------------ | ---------------- | -------------------- |
| Чоловіки | 190     | 29                 | 144              | 17                   |
| Жінки    | 211     | 44                 | 134              | 33                   |
| Разом    | 401     | 73                 | 278              | 50                   |